# Lanurile (okręg Buzău)
Lanurile – wieś w Rumunii, w okręgu Buzău, w gminie Ziduri. W 2011 roku liczyła 752 mieszkańców.